# Embolomeri
Embolomères
Ordre
Les Embolomeri, ou embolomères, forment un ordre éteint d'amphibiens reptiliomorphes. Ils vécurent du Carbonifère au Trias.

## Description
Leur taille allait de moyenne (1,50 m) à assez grande (2,50 m). Ces animaux possédaient une longue queue aplatie latéralement, ce qui permet de supposer que les embolomères étaient aquatiques.
Comme l'indique la ligne latérale sur le crâne de la plupart des spécimens, ils possédaient l'organe acoustico-latéral des stégocéphales du Paléozoïque. Cet organe (constitué de cellules ciliées) servant à détecter les mouvements dans l'eau, les paléontologues en concluent que ces animaux restaient aquatiques à l'état adulte. Contrairement aux lissamphibiens actuels, qui perdent l'organe latéral durant la métamorphose, les embolomères adultes conservaient cet organe. Cependant des espèces d'embolomères apparemment entièrement terrestres ont été trouvées, notamment des chroniosuchiens du Trias. Elles présentent des plaques osseuses sur le dos, articulées avec les épines neurales, ainsi qu'un squelette renforcé, adapté à la vie terrestre.
Ces animaux n'avaient pas de tympan, et possédaient un stapes massif (os homologue de notre étrier), limitant l'audition des sons à haute fréquence sur la terre ferme. La présence de crocs imposants semble indiquer un régime carné et constitué de grandes proies. Les côtes étaient longues et devaient permettre une ventilation efficace. Les embolomères étaient pentadactyles, à l'image de la plupart des stégocéphales de cette époque (à l’exception des plus basaux comme Acanthostega, 8 doigts, et Ichthyostega, 7 doigts). Le centre vertébral est constitué d'un intercentre et d'un pleurocentre cylindriques.

## Phylogénie
Les embolomères semblent proches des amniotes, possédant comme eux un contact entre les os tabulaires (à l'arrière du crâne) et pariétaux. Comme chez les amniotes, l'interclavicule présente un processus antérieur. De plus le condyle occipital est simple. Tous ces arguments appuient l'idée d'une étroite parenté entre les embolomères et les amniotes. Toutefois, certains de ces caractères sont maintenant considérés comme des symplésiomorphies, et non plus comme des synapomorphies. Ils seraient donc apparus avant ce que l'on avait d'abord envisagé. Le statut plus ou moins dérivé des embolomères reste donc discuté. En tout état de cause, ils sont plus proches parents du groupe comprenant les amniotes et les seymouriamorphes que des temnospondyles et des ichthyostegidés.